# Trissernis ochreicosta
Trissernis ochreicosta är en fjärilsart som beskrevs av Holloway 1977. Trissernis ochreicosta ingår i släktet Trissernis och familjen nattflyn. Inga underarter finns listade i Catalogue of Life.